# Laurel, Montana
Laurel är en ort i Yellowstone County i Montana. Vid 2010 års folkräkning hade Laurel 6 781 invånare.